# Roulez jeunesse (film, 2018)
Pour les articles homonymes, voir Roulez jeunesse.
Pour plus de détails, voir Fiche technique et Distribution.
Roulez jeunesse est un film français réalisé par Julien Guetta, sorti en 2018.

## Synopsis
Alex Dagostino (Éric Judor) a quarante-trois ans, il est dépanneur automobile dans un garage dirigé d'une main stricte par sa mère Antoinette (Brigitte Roüan). Antoinette désire prendre sa retraite, mais trouve son fils trop immature pour lui confier la direction du garage.
Un jour, alors qu'Alex a terminé son travail et retourne au garage, Prune (Marie Kremer), dont la voiture est en panne sur la route, l'arrête. Il comprend qu'elle s'est vraisemblablement trompée de carburant. Il finit par accepter de remorquer sa voiture et de la déposer chez elle. Elle lui offre un verre pour le remercier, lui fait des avance et l'attire dans son lit.
Le lendemain matin, Prune a disparu, Alex est réveillé par Kurt (Ilan Debrabant), qui lui dit qu'il va devoir l'emmener à l'école. Kurt ignore où est Prune. Il révèle a Alex qu'il a un petit frère : Otis qui vient de se réveiller. Alex découvre le bébé dans le panier à linge. Il finit par accepter de déposer Kurt à l'école. La dame au portail de l'école, désabusée, finit par accepter de laisser entrer Kurt, bien qu'il soit considérablement en retard. Elle refuse de prendre Otis en charge, referme le portail et retourne à sa loge. Alex essaie d'abandonner Otis en le glissant à travers les barreaux du portail, puis devant le portail. La femme le chasse. Au commissariat de police, le policier annonce à Alex qu'il y a un délai de trois jours avant d'entamer des recherches pour la disparition de la mère. Pour Otis, il finit par diriger Alex vers l'assistante sociale, qui opportunément se trouve être présente. Celle-ci, Nelly (Laure Calamy), reconnait Alex, qui ne la reconnait pas. C'est une cliente qu'il a dépannée, ils ont eu une aventure, puis il l'a abandonnée. Elle lui dit donc de se débrouiller avec Otis. Alex arrive au garage avec Otis, que ses collègues refusent de prendre en charge. Alex découvre que les garçons ont une sœur ainée : Tina (Louise Labèque), adolescente rebelle.
Alex tente retrouver Prune, en vain. Kurt lui révèle que Prune n'est pas leur mère, mais une amie de leur mère, qui a disparu depuis plusieurs jours. Il se rend compte que la situation est plus complexe et tendue que ce qu'il n'y paraît.

## Fiche technique
- Titre : Roulez jeunesse
- Réalisation : Julien Guetta
- Scénario : Julien Guetta, Dominique Baumard
- Photographie : Benjamin Roux
- Musique : Thomas Krameyer
- Décors : Marion Burger
- Costumes : Marion Brillouet
- Son : Mathieu Villien
- Montage : Jean-Christophe Bouzy, Jean-François Élie
- Production : Toufik Ayadi, Christophe Barral, Édouard Weil
- Sociétés de production : Srab Films, Rectangle Productions, France 2 Cinéma, 4 Mecs en Baskets Production
  - Avec la participation de Canal+ et Ciné+
  - SOFICA : Cinéventure 3, Cofinova 14
- Société de distribution : Le Pacte
- Pays de production :  France
- Genre : comédie
- Durée : 84 minutes
- Dates de sortie :
  - France : 25 juillet 2018

## Distribution
- Éric Judor : Alex Dagostino, dépanneur automobile
- Laure Calamy : Nelly, assistante sociale
- Brigitte Roüan : Antoinette Dagostino, mère d'Alex
- Ilan Debrabant : Kurt Dalmerac
- Louise Labèque : Tina Dalmerac, sœur ainée de Kurt
- Philippe Duquesne : Léo, dépanneur automobile employé par Antoinette
- Déborah Lukumuena : Lou
- Maxence Tual : Boulon, dépanneur automobile employé par Antoinette
- Marie Kremer : Prune
- Steve Tientcheu : Didier
- Laurence Côte : médecin aux urgences de l'hôpital